# Microphotolepis multipunctata
Microphotolepis multipunctata är en fiskart som beskrevs av Sazonov och Parin, 1977. Microphotolepis multipunctata ingår i släktet Microphotolepis och familjen Alepocephalidae. Inga underarter finns listade i Catalogue of Life.